# Oberweg
Oberweg is een plaats en voormalige gemeente in de Oostenrijkse deelstaat Stiermarken.
Oberweg telt 641 inwoners.

## Geschiedenis
Oberweg maakte deel uit van het district Judenburg tot dit op 1 januari fuseerde met het district Knittelfeld tot het huidige district Murtal. Op diezelfde dag werd Oberweg opgenomen in de gemeente Judenburg.